# Nunca vas a estar solo
Nunca vas a estar solo è un film del 2016 scritto e diretto da Álex Anwandter.
Presentato in anteprima al Festival di Berlino 2016, il film trae ispirazione da un fatto di cronaca realmente accaduto; l'omicidio di Daniel Zamudio, ragazzo cileno apertamente gay, picchiato e torturato da una gang neo-nazista.

## Trama
Juan è un uomo mite e introverso che lavora come direttore di una fabbrica di manichini. Vive con suo figlio Pablo, un diciottenne apertamente gay che studia danza. Juan spera, che dopo tanti anni di lavoro, il suo capo lo consideri per diventare socio. Ma l'ordinaria vita di Juan cambia inesorabilmente quando il figlio rimane gravemente ferito durante un pestaggio omofobo e viene ricoverato in ospedale in coma. La capezzale del figlio, Juan si rende conto di quanta distanza c'era tra loro. Tra indagini e cure mediche costose, l'uomo dovrà abbandonare la sua vita tranquilla e fare i conti con un mondo violento e discriminatorio.

## Distribuzione
Il film è stato presentato in anteprima nella sezione "Panorama" alla 66ª edizione del Festival di Berlino. Successivamente è stato presentato in altri festival cinematografici internazionali, tra cui Seattle International Film Festival e Festival internazionale del cinema di Karlovy Vary.

## Riconoscimenti
- 2016 - Festival di Berlino
  - Premio della giuria al Teddy Award
- 2016 - Guadalajara International Film Festival
  - Nomination Miglior film
- 2016 - LesGaiCineMad, Madrid International LGBT Film Festival
  - Miglior regia
- 2016 - Molodist International Film Festival
  - Nomination Miglior film LGBTQ
- 2016 - Festival internazionale del cinema di San Sebastián
  - Nomination Miglior film americolatino
- 2016 - Seattle International Film Festival
  - Miglior film iberoamericano
- 2016 - Tel Aviv LGBT Film Festival
  - Miglior film
- 2016 - Santiago International Film Festival
  - Premio del pubblico
  - Miglior interpretazione a Sergio Hernández